# 新闻周刊 (中国中央电视台节目)
《新闻周刊》是中国中央电视台新闻频道的一个周播新闻节目，由中国中央电视台新闻中心制作，定位于关注过去一星期发生的新闻事件，自2003年5月3日起逢星期六晚间时段播出。现时主持人为白岩松。
开播初节目名为《中国周刊》，2007年1月1日节目更名为《新闻周刊》。

## 版块设置
- 新闻回顾
- 本周视点
- 人物回顾
- 本周人物
- 本周特写